# Progonyleptoidellus fuscopictus
Progonyleptoidellus fuscopictus is een hooiwagen uit de familie Gonyleptidae.